# Богословка (Казахстан)
Богосло́вка (каз. Богословка) — село у складі Сандиктауського району Акмолинської області Казахстану. Входить до складу Каменського сільського округу.
Населення — 73 особи (2021; 62 у 2009, 167 у 1999, 291 у 1989).
Національний склад станом на 1989 рік:
- росіяни — 69 %;
- німці — 23 %.